# Фрайкор
Фрайкор (нем. Freikorps — свободный корпус, добровольческий корпус) — наименование целого ряда военизированных боевых организаций, существовавших в Священно-Римской, Германской, Австрийской, Австро-Венгерских империях и других германских государствах, в XVIII—XX веках. 
Иррегулярные формирования (милиция), не имевшие постоянной и однообразной организации, состоявшие из лиц, не обязанных военной службой, а поступавших в них на добровольной основе для сохранения регулярных формирований в отдельных союзах и государствах Западной Европы. Во время Ноябрьской революции в Германской империи добровольческие корпуса, состоявшие в основном из ветеранов Первой мировой войны, были созданы от имени правительства для борьбы против поддержанных Советской Россией немецких коммунистов, пытавшихся свергнуть Веймарскую республику. Однако многие члены фрайкоров также презирали республику и были причастны к убийствам её сторонников, а позже поддерживали национал-социалистов в их восхождении к власти.

## История

### В ХVIII веке
Свободные формирования пережили свою первую активную фазу в Войне за австрийское наследство и особенно в Семилетней войне, когда королевства Франция и Пруссия, а также Габсбургская монархия были заинтересованы в расширении Малой войны и сохранении регулярных полков. Свободные формирования были также созданы в 1778 году во время последней кабинетной войны, Войны за баварское наследство. Все воюющие стороны ценили боевые качества прежде всего пруссов, баварцев, швабов, венгров, поляков, литовцев и южных славян, а также турок, татар и казаков. Национальность многих солдат сегодня уже невозможно установить, так как в полковых списках их происхождение зачастую описывалось неточно. Славян часто называли «венграми» или «хорватами», а новобранцев из мусульман (албанцев, боснийцев, татар) — «турками».
В Пруссии пандуры и хорваты служили образцом для подражания при организации таких свободных войск. Между 1756 и 1758 годами Фридрих II создал 14 свободных пехотных отрядов из тех, кто любил военные «приключения», но хотел избежать муштры. От них отличались «вольные корпуса», которые формировались в последние годы войны и действовали самостоятельно, доставляя противнику неприятности своими внезапными атаками. В отличие от свободной пехоты, они состояли из нескольких родов войск (например, пехоты, гусар, драгун, егерей) и действовали совместно. Их часто использовали для защиты от пандуров Марии Терезии. В эпоху линейной тактики лёгкие войска применялись для выполнения задач аванпоста, охраны и разведки. За время войны было создано восемь таких добровольческих корпусов.
Поскольку, за редким исключением, они считались недисциплинированными и не очень сильными в бою, их использовали для второстепенных караульных и гарнизонных обязанностей. В Малой войне фрайкоры в ходе партизанских действий нарушали линии снабжения противника. В случае пленения их члены рисковали быть убитыми как нерегулярные боевики. В Пруссии фрайкоры, которых Фридрих II презрительно называл отбросами, были расформированы. Их солдаты не имели права на пенсию или пособие по инвалидности.
Во Франции многие корпуса продолжали существовать до 1776 года. Затем их прикрепили к регулярным драгунским полкам в качестве егерских эскадронов. Во время французских революционных войн в Австрии были созданы различные фрайкоры славянского происхождения. Однако реальная боевая ценность шести венских фрайкоров (около 37 тыс. пехотинцев и кавалеристов) оказалась низкой. Особый случай представляли собой пограничные полки, состоявшие из хорватов и сербов, постоянно дислоцированные на австрийско-османской границе.
Во время войны за баварское наследство на прусской стороне были сформированы четыре фрайкора, названные в честь своих командиров — Хордт, Шлихтен, Мюнстер и Поллитц.

### В период наполеоновских войн в Германии 1806—1815

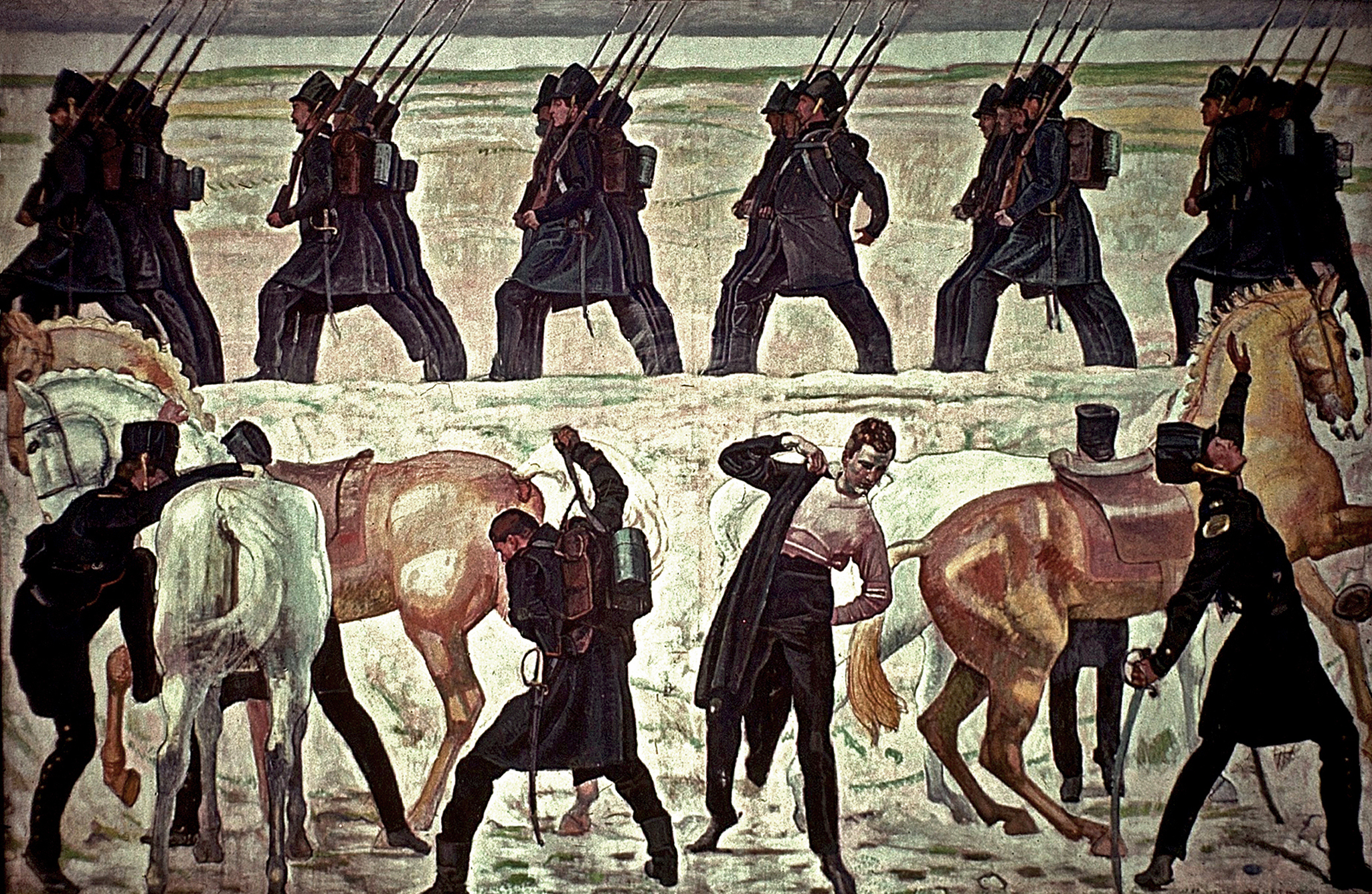
Выступление йенских студентов на освободительную войну в 1813 году. Роспись в актовом зале Йенского университета работы Фердинанда Ходлера

Фрайкоры в современном понимании возникли в Германо-римской империи во время наполеоновских войн. Воевали из патриотических побуждений. В русско-франко-прусской войне после проигранной битвы при Йене и Ауэрштедте в тылу наступавших вплоть до Восточной Пруссии французов были сформированы прусские фрайкоры, среди которых самыми значительными были отряды под командованием Фердинанда фон Шилля, Ойгена фон Хиршфельда и Рейнгольда фон Крокова. После того как Наполеон I завоевал или склонил к сотрудничеству немецкие государства, в 1809 году восстала Австрия. Ее активными сторонниками в остальной части Германии стали свободные отряды Вильгельма фон Дёрнберга, фон Шилля и чёрный отряд под командованием Фридриха Вильгельма фон Брауншвейг-Люнебург-Эльса. В ходе освободительной войны 1813—1814 годов возник фрайкор Лютцова. К фрайкорам часто присоединялись национально мыслящие и национально ориентированные граждане и студенты. С этой целью Фридрих Людвиг Ян хотел подготовить гимнастов в качестве партизан (которые до этого были задействованы в Испании для борьбы с Наполеоном), чтобы ввести их в состав фрайкоров.

### Ноябрьская революция

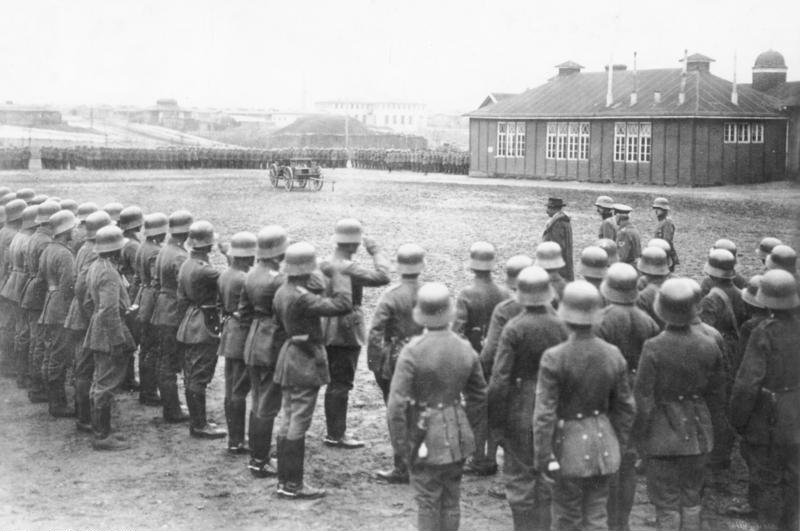
Военный министр Густав Носке инспектирует фрайкор Гюльзена. Январь 1919

После поражения Германской империи в Первой мировой войне и развала кайзеровской армии в результате Ноябрьской революции 1918 года из её обломков были образованы многочисленные добровольческие формирования. Как правило, их создавали националистически настроенные офицеры. В подражание отрядам ландскнехтов германского Средневековья большинство фрайкоров носили имена своих организаторов. Многие солдаты, которые после возвращения с фронта не находили себе места в гражданской жизни, охотно вступали в такие формирования в условиях экономического кризиса, охватившего Германию. 27 ноября 1918 года верховное командование сухопутных войск отдало приказ о формировании подразделений из тех военнослужащих, лояльность которых не вызывала сомнений. Так была заложена основа для создания фрайкора.
В начале 1919 года отряды фрайкора под руководством министра обороны Густава Носке подавили выступления немецких коммунистов и крайне левых социал-демократов, намеревавшихся провозгласить советскую власть.
Фрайкором Вальдемара Пабста, созданным на основе Гвардейской кавалерийской стрелковой дивизии, были без суда убиты Карл Либкнехт и Роза Люксембург. Непосредственными исполнителями были капитан Хорст фон Пфлюгк-Хартунг, лейтенанты Герман Сушон, Рудольф Липман, Генрих Штиге, Ульрих фон Ритген, Курт Фогель, рядовой Отто Рунге.
Финансовую поддержку фрайкоров и других формирований размером в 500 миллионов марок обеспечил «Антибольшевистский фонд» германской промышленности, аффилированный с Антибольшевистской лигой Эдуарда Штадтлера.
По поводу подавления выступлений крайних левых Носке произнёс ставшую крылатой фразу:
Пожалуй, кто-то же должен быть кровавой собакой. Я не стыжусь ответственности
Отряды фрайкора участвовали в разгроме Баварской Советской республики и подавлении трёх восстаний польских инсургентов Силезии в 1919—1921 годах. Там в результате референдума 20 марта 1921 года почти 60 % населения проголосовали за то, чтобы Силезия осталась территорией Германии. Польские вооружённые формирования при содействии французских оккупационных войск 3 мая начали вооружённое восстание, чтобы добиться включения Силезии в состав Польши. 23 мая 1921 года немецким фрайкорам самообороны Верхней Силезии удалось штурмом овладеть Аннабергом, главным укреплением восставших поляков, что стабилизировало обстановку. Тем не менее Верховный совет Антанты 20 октября 1921 года решил передать восточную часть верхнесилезского промышленного края Польше.
Балтийский фрайкор, состоявший из местных остзейских немцев и добровольцев из Германии, сражался в 1918—1919 годах за создание немецкого государства на территории Прибалтики под названием Балтийское герцогство.
После роспуска фрайкора многие бывшие добровольцы стали активными членами Национал-социалистической партии Германии или прочих ультраправых и националистических организаций. Многие из военных руководителей нацистской Германии, а также многие из ключевых функционеров НСДАП были выходцами из фрайкора.

## Известные фрайкоры
- Война за австрийское наследство, Семилетняя война
  - Chasseurs de Fischer (франц.)
  - Volontaires de Saxe (добровольцы маршала Морица Саксонского) (франц.)

- Семилетняя война
  - Фрайкор фон Клейста (прусск.)
  - Свободный полк Franciscus Le Noble (прусск.)
  - Фрайкор фон Шоны (прусск.)

- Революционные войны
  - Фрайкор Одонель (австрийско-сербский)
  - Фрайкор Вурмзер (австрийско-хорватский)

- Наполеоновские войны
  - Иностранный батальон фон Ройса
  - Дитмарш-Штормарнский легион
  - Хеллвигский фрайкор
  - Фрайкор Лютцова
  - Русско-германский легион
  - Егеря Шилля
  - Чёрный легион
  - Добровольческий фельдегерский корпус фон Шмидта

- Первая мировая война и Веймарская республика
  - Гвардейская кавалерийская стрелковая дивизия
  - Морская бригада фон Лёвенфельд
  - Морская бригада Эрхардт
  - Фрайкор Оберланд
  - Фрайкор Эпп
  - Фрайкор Мэркер
  - Фрайкор Лаутербах
  - Германский фрайкор самообороны Верхней Силезии